# Mujeres en Kenia
Las mujeres en Kenia .
La historia se puede dividir entre mujeres dentro de la cultura suajili, aquellas durante el dominio británico y finalmente las kenianas posteriores a la independencia; el estatus jurídico-social de la población femenina ha sufrido muchos cambios a lo largo del último siglo. Los británicos colonizaron el territorio de la actual Kenia a partir de 1888, constituyendo primero la África Oriental Británica y luego la Colonia y Protectorado de Kenia hasta 1963.
El colonialismo del Imperio británico tuvo un gran y profundo impacto en la cultura de Kenia, que continúa en parte hasta nuestros días. Antes de la llegada de los europeos, la cultura era mayoritariamente patriarcal. Las mujeres desempeñaban un papel importante en la comunidad al criar a los niños y mantener a las familias a través de su trabajo en las granjas y los mercados. Sin embargo, los kikuyus y otras etnias practicaban la mutilación genital femenina. La influencia del patriarcado continuó bajo el dominio británico y las mujeres se vieron despojadas de muchas responsabilidades y oportunidades de las que siempre habían disfrutado.
Incluso después de 1963, las mujeres permanecieron en su mayoría oprimidas, sin derecho a la educación, con la excepción de un pequeño número de jóvenes; aún hoy enfrentan innumerables problemas como el matrimonio infantil y el matrimonio forzado, además de las mutilaciones genitales femeninas, la epidemia constituida del VIH/sida y la falta de educación y formación profesional. Existen muy pocas mujeres elegidas para cargos públicos o que desempeñen algún rol social.
El Índice de desigualdad de género de 2013 ubicó a Kenia en la posición 122 entre 152 países; la mortalidad materna en 2010 fue de 360 por 100.000 partos; las mujeres parlamentarias en 2013 eran el 19.9%; las mujeres con un diploma de educación secundaria en 2012 eran el 25.3%, mientras que las empleadas en la fuerza laboral el 62.0%. El Informe Global de Brecha de Género de 2013 fijó a Kenia en el puesto 78 sobre 144 países.

## En la cultura suajili

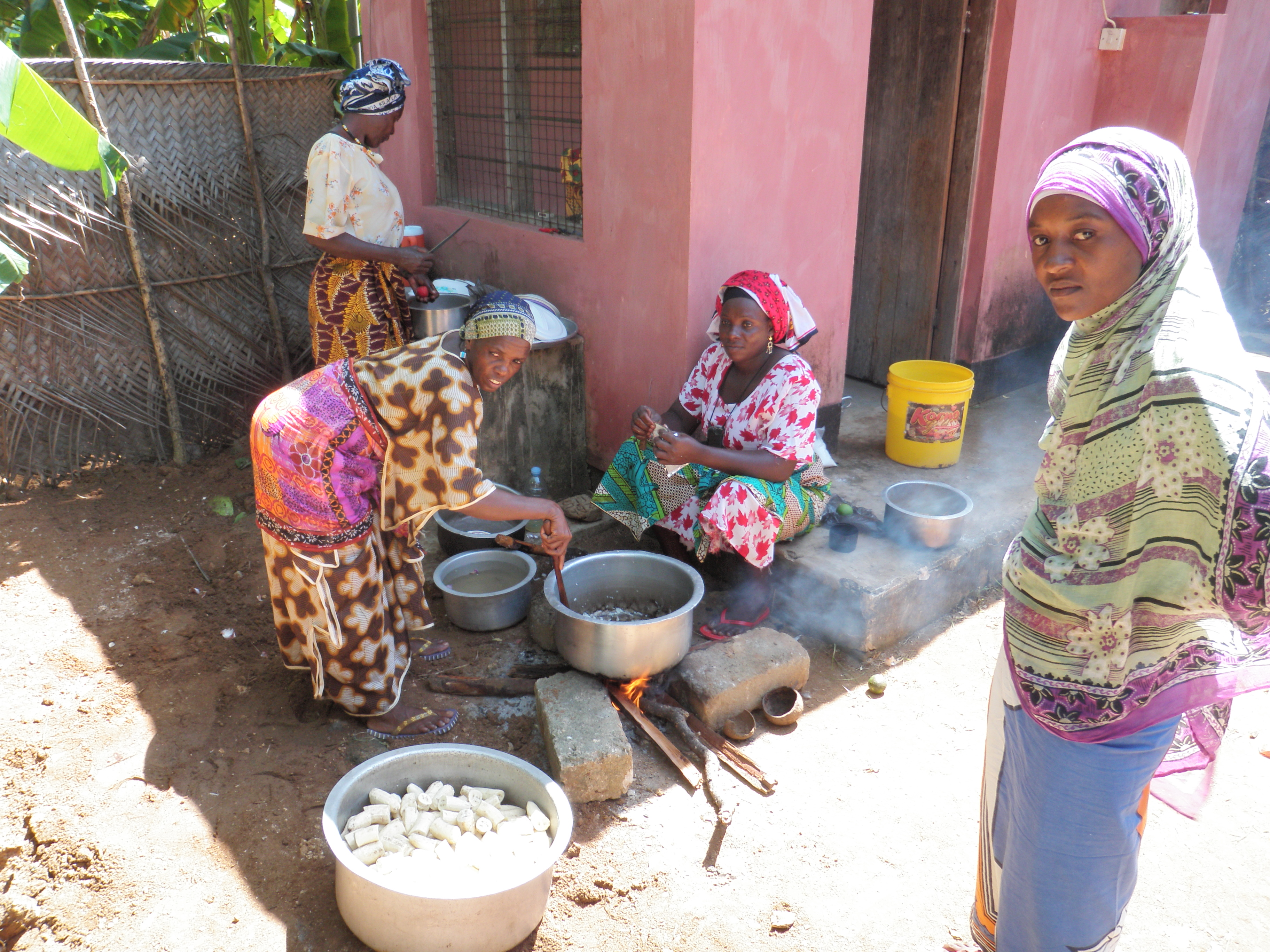
Mujeres que preparan de comer al aire libre.

Las mujeres durante la época precolonial, antes de 1890, tenían importantes funciones organizativas en su calidad de asistente familiar, principalmente relacionadas con la agricultura, el cuidado y mantenimiento de la familia, el abastecimiento de mercados y la asistencia a sus maridos.

## Dominio británico
Las mujeres en el curso del periodo colonial vivieron principalmente en unidades familiares que, debido a la influencia de las instituciones de estilo europeo, se convirtieron en estructuras patriarcales cada vez más rígidas en las que toda la esfera financiera estaba cada vez más dominada por los hombres.

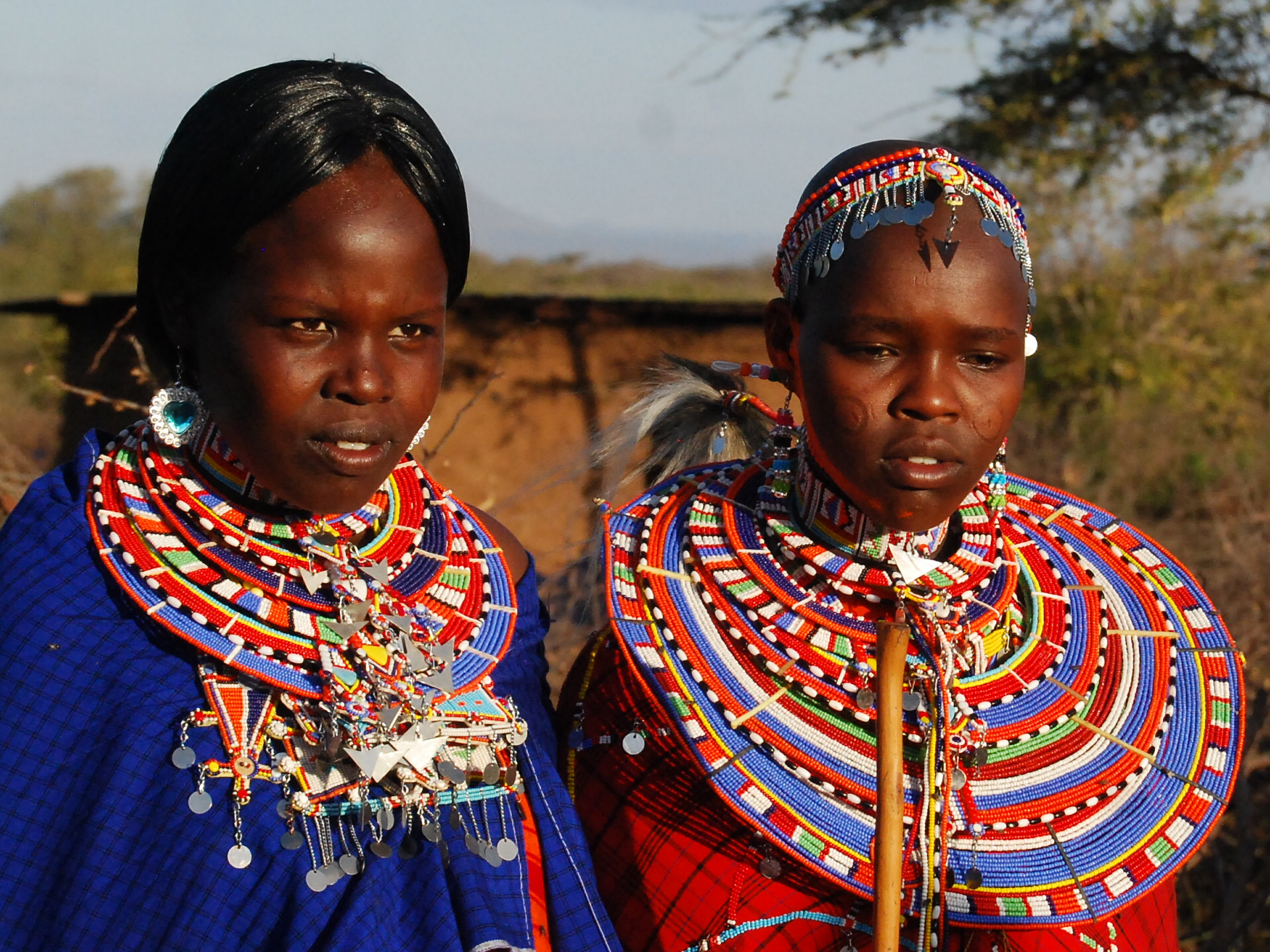
Dos niñas.

### La oposición misionera a las mutilaciones genitales
Entre 1929 y 1932 los misioneros británicos también protestaron amargamente contra la práctica habitual de la mutilación, pero encontraron una fuerte resistencia del pueblo kĩkũyũ, la tribu más grande del país. La historiadora estadounidense Lynn Thomas, escribe que durante la polémica el tema se convirtió en uno de los ejes del movimiento independentista y en una prueba de fidelidad a las iglesias cristianas o a la Asociación Central Kĩkũyũ, la organización autonomista de la región.

## Después de 1963
En el período inmediatamente poscolonial, las mujeres fueron fuertemente discriminadas por la sociedad patriarcal establecida. Solo unas pocas jóvenes lograron adquirir una educación, gracias a los padres involucrados en actividades de misiones religiosas desde la época colonial; y muchas que no pudieron obtener una educación adecuada a la edad de 12 años se casaron.
Solo después de 1995, gracias a la Plataforma de Acción de Pekín, muchas mujeres comenzaron a beneficiarse de la introducción de diferentes puntos de vista feministas, como la autoconciencia, la confianza en sí mismas, la igualdad de género y la necesaria justicia social. Así, varias mujeres comenzaron a participar activamente en la política nacional.

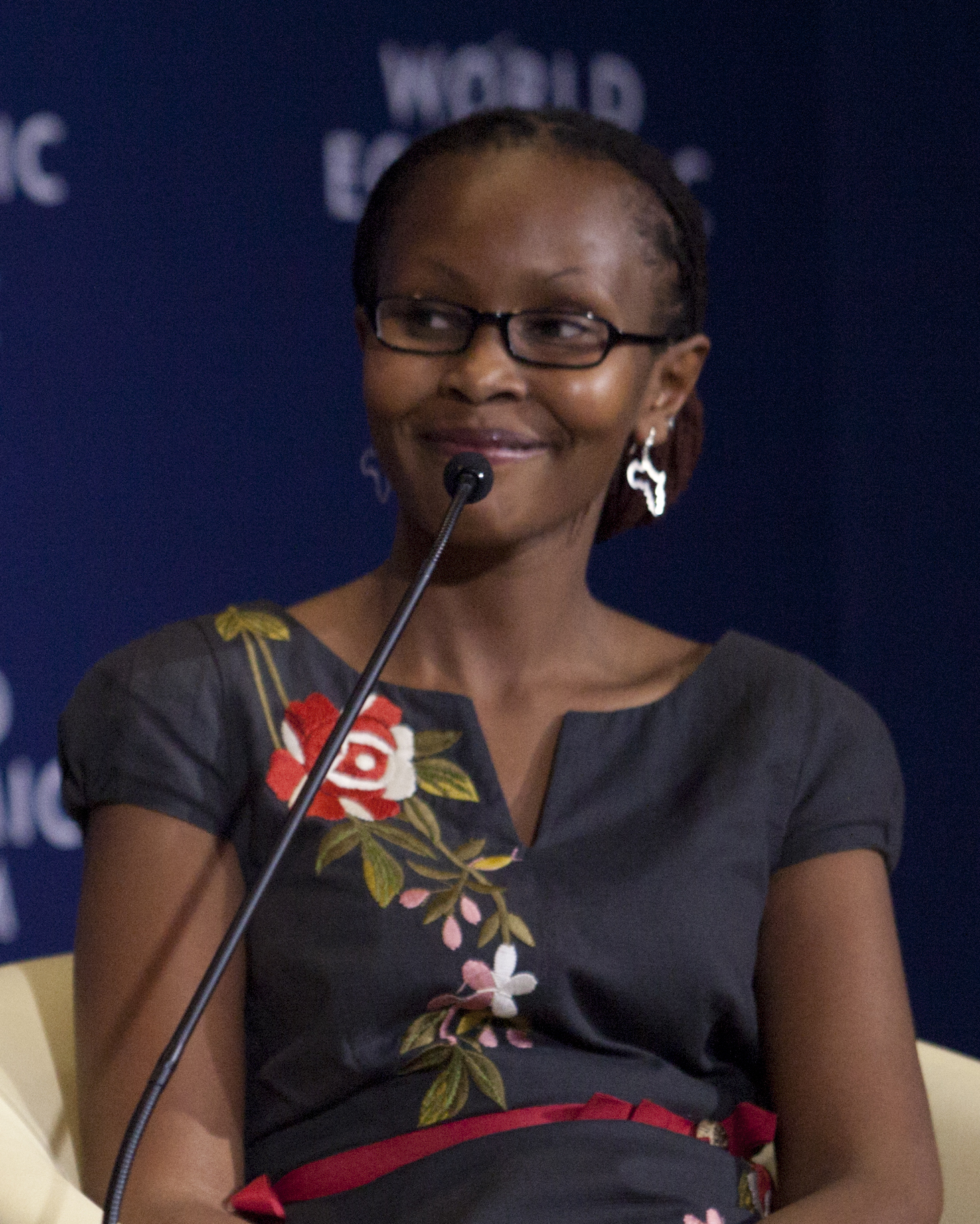
Juliana Rotich, profesora de tecnología informática, en el Foro Económico Mundial de 2012.

### Educación
El ingreso a la educación pública les permitió jugar un papel activo, dándoles de alguna manera un sentido de identidad que a la mayoría las hizo crecer y desarrollarse. Durante y después de la colonización, la educación de las jóvenes se convirtió en una idea cada vez más aceptada pero, aunque el acceso estaba disponible especialmente para las niñas, seguía siendo difícil recibir educación formal ya que los padres no veían la necesidad; la educación siguió siendo, de hecho, bastante similar a la que habrían recibido de sus madres.

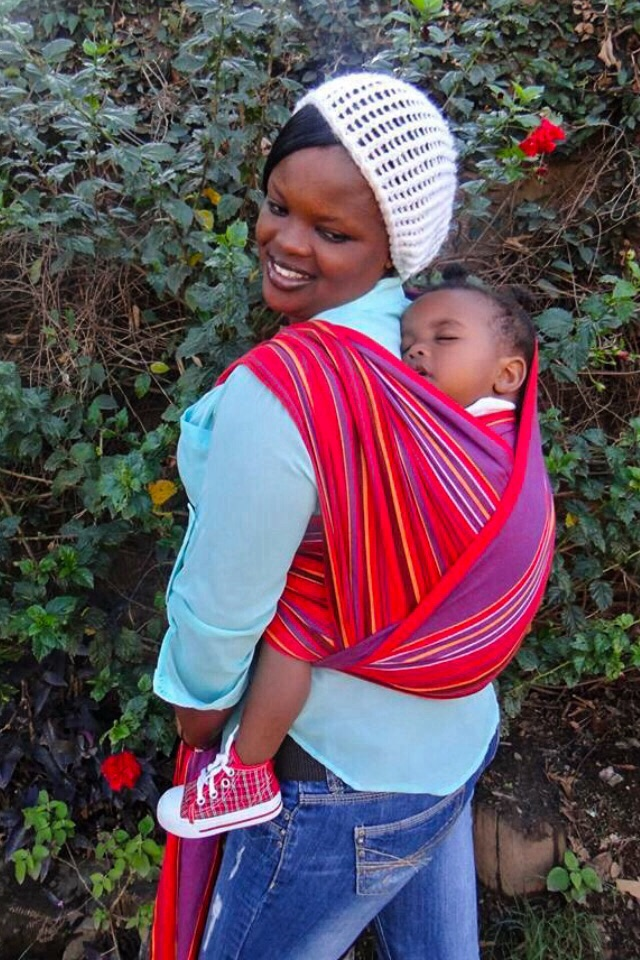
Madre e hijo.

Esto incluía habilidades de tareas domésticas como el cuidado de niños, costura y, si tenían suerte, también habilidades de escritura y lectura. A fines de los años 1990 se hizo cada vez más común que una niña recibiera educación primaria, pero los hombres comenzaron a ascender socialmente y a conseguir trabajo, mientras que las mujeres se quedaban en casa para hacer trabajo doméstico.
En la década de 1990 casi el 50% de los niños que asistían a la escuela primaria eran niñas. Este salto se ha dado a lo largo del tiempo debido al desarrollo de establecimientos educativos de fácil acceso; el gobierno también ha prestado mayor atención a la educación de los jóvenes, ya que cree que esto conducirá a un país más próspero. Según el sitio web de la Embajada de la República de Kenia «... se ha establecido que, al brindar educación primaria a las mujeres, una sociedad es capaz de acelerar su desarrollo».
La situación con respecto a la educación secundaria es ligeramente diferente a la de la primaria. En el momento de la independencia, alrededor del 32% de las inscripciones en las secundarias eran mujeres jóvenes, mientras que el 68% eran niños. Con el tiempo estas cifras han ido aumentando, pero en los estudios más recientes aún se mantiene en un 40 frente a un 60%. Esta brecha se puede explicar por la brecha entre las escuelas disponibles para niños y niñas. En 1968 había 148 escuelas primarias para niños financiadas por el gobierno, mientras que 61 escuelas secundarias estaban reservadas para niñas, más 28 escuelas secundarias cofinanciadas.
Dado que los niños tienen más del doble de la asistencia a las escuelas disponibles, la participación sigue siendo el doble para ellos en comparación con sus contrapartes femeninas. Se han construido más escuelas secundarias desde 1968, pero esta gran brecha aún permanece.

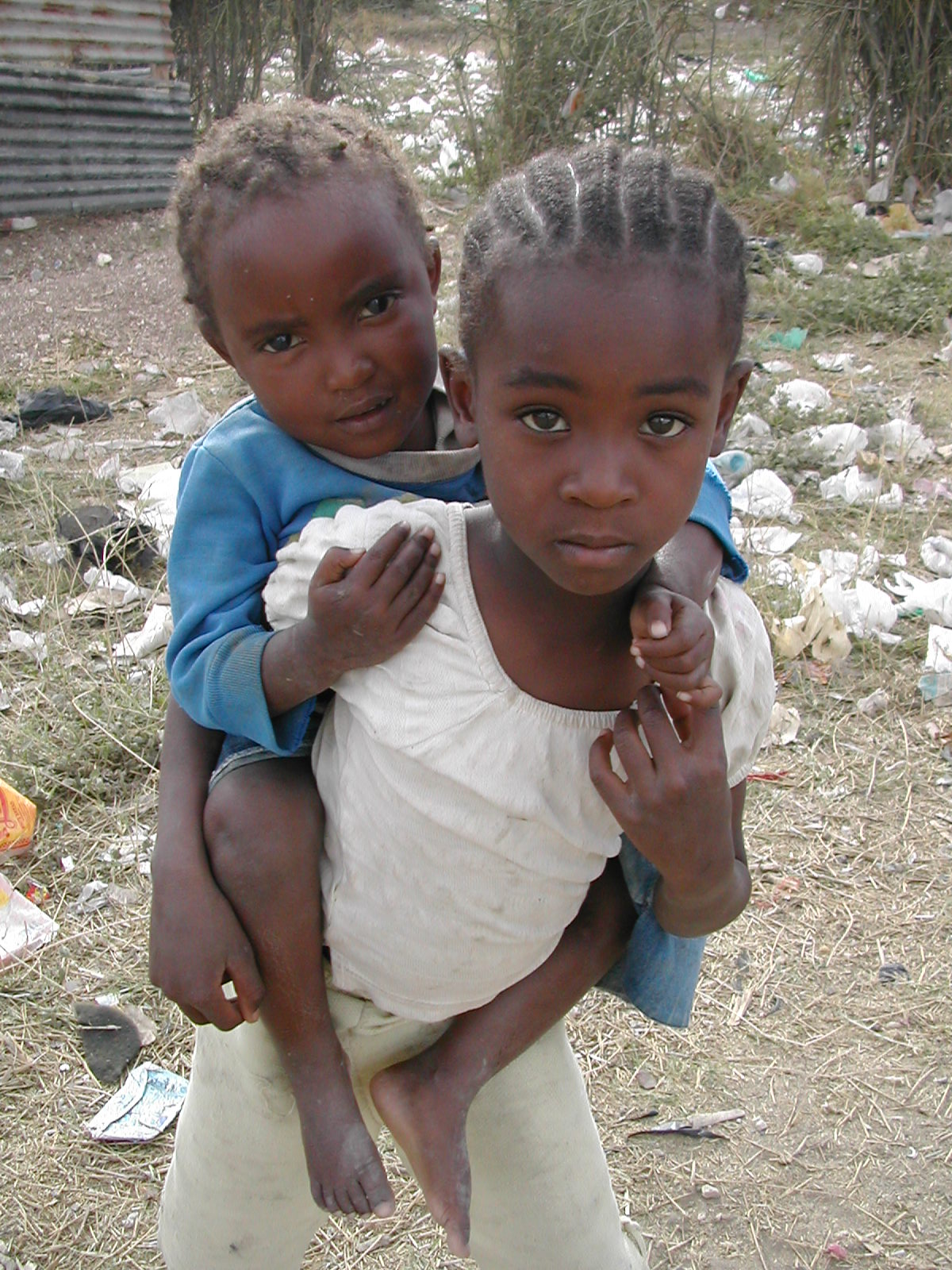
Niña con su hermanita en un slum.

### En la política
Cada vez más mujeres en todo el mundo son elegidas para cargos públicos y las ideas de igualdad de género y feminismo se están generalizando. En Kenia, sin embargo, las mujeres no obtienen muchos roles de toma de decisiones en el gobierno, lo que las hace más atrasadas. Si bien el país está muy por detrás de muchos otros en este ranking, hay algunas mujeres muy influyentes que han ocupado puestos de responsabilidad.

#### Wangari Maathai
Wangari Maathai fue la primera mujer africana en recibir el Premio Nobel de la Paz por su contribución al desarrollo sostenible, la democracia y la paz. También fue elegida miembro del parlamento y trabajó en política durante más de dos décadas; sus homólogos masculinos han quedado obsoletos durante la duración de su trabajo de gobierno.
Maathai no fue directamente una exponente del feminismo, pero si una activista del ecologismo; ha inspirado a otras mujeres de todo el mundo a entrar en la política y el activismo. También fue considerada una trabajadora de abajo hacia arriba; esta fue otra forma en que podría inspirar a las mujeres y otros grupos minoritarios que siempre han sido silenciados en el pasado.

## Poligamia
En marzo de 2014, el parlamento aprobó un proyecto de ley que permite a los hombres casarse con varias esposas. La poligamia es común entre las comunidades tradicionales, como también entre la comunidad musulmana del país.
La propuesta de 2014 inicialmente le dio a la esposa el derecho a vetar la elección de su esposo, pero los parlamentarios masculinos superaron las divisiones partidarias para avanzar en la dirección de un texto que cancelaba esta cláusula. La promulgación de la ley provocó protestas entre las parlamentarias y produjo un intento de obstrucción, pero fue en vano.

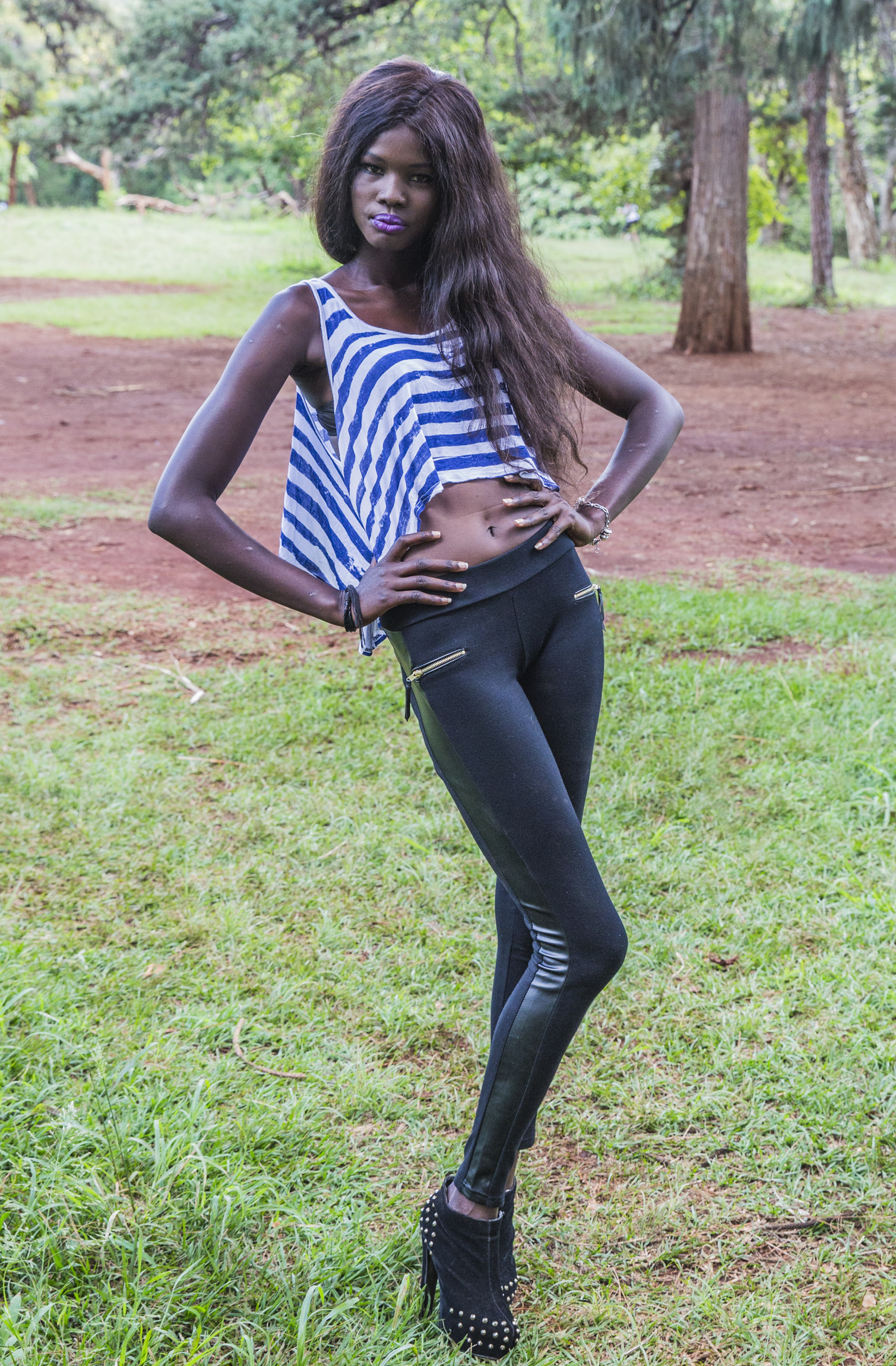
Joven mujer de Nairobi.